# Église Saint-Jouin-de-Marnes de Nogent-le-Bernard
L'église Saint-Jouin-de-Marnes est une église catholique située à Nogent-le-Bernard, en France.

## Localisation
L'église est située dans le département français de la Sarthe, au centre du bourg de Nogent-le-Bernard.

## Historique
L'édifice est classé au titre des monuments historiques depuis le 11 février 1911, à l'exclusion du clocher.